# Attomyr József
Attomyr József (Diakovár, 1807. szeptember 9. – Pozsony, 1856. február 5.) homeopátiás orvos

## Élete
Apja kerékgyártó volt, ki fiát az eszéki középiskolába járatta. 1825-ben Bécsbe ment s ott a helyőrségi kórházban sebészgyakornok lett, de nemsokára besorozták és Kecskemétre küldték az ott állomásozó 5. számú vértesezredbe. Müller ezredorvos megkedveltette vele a homeopátiás gyógymódot, tanulmányozta Hahnemann rendszerét.
Bőséges elméleti ismereteket szerezve, egy év múlva Bécsbe hívták, hogy a József Akadémián az orvosi és sebészeti tudományokat tanulja. Innen a müncheni akadémia hallgatói közé lépett és 1831. március hó végén orvosdoktorrá avatták.
Attomyr ezután visszatért Bécsbe, s nemsokára Csáky gróf háziorvosává lett, akit a Szepességbe kísért. Még ugyanezen év folyamán a felizgatott köznép közt életveszélyben forogva, Bécsbe menekült.
1832-ben ismét visszatért Felső-Magyarországra, s Lőcsén telepedett le, hol ekkor egymaga működött homeopátiás orvosként. Az 1834. évi országgyűléskor Csáky grófot Pozsonyba kísérte, hol tudományának élt. Időközben a luccai herceg házi orvosa lett, kinek ásványgyűjteményét rendezte s Marliában füvészkertet alkotott.
Három év múlva visszatért Csáky Károly grófhoz a Szepességbe. A pozsonyi országgyűlés megnyílásakor a gróffal ismét Pozsonyba ment. Az 1839–1840. évi országgyűlés után Pestre költözött, és itt gyakorolta a homeopátiás gyógymódot, de kellemetlen viszonyai miatt ismét Pozsonyba kellett visszatérnie, ahol 1844–1845-ben végleg letelepedett.

## Munkái
- Briefe über Homöopathie, Lipcse. 1833–34. Három füzet
- Die venerischen Krankheiten, uo. 1836
- Theorie der Verbrechen auf Grundsätzen der Phrenologie basirt. Pressburg/Pozsony. 1842
- Primordien einer Naturgeschichte der Krankheiten, Pressburg/Pozsony. 1851. Két kötet (Új címkiadás. Pressburg/Pozsony, 1856)
- Beyträge zur (homöopathischen) Arzneimittellehre. Pressburg/Pozsony, 1851 (2. cím kiadás. Pressburg/Pozsony, 1856)